# Panicagliora
 (janvier 2024).
Panicagliora est un hameau de la commune italienne de Marliana, dans la province de Pistoia, en Toscane.

## Géographie
La ville est située le long de la crête des Apennins toscano-émiliens qui s'étend de Poggiobello, 1077 mètres d'altitude, et du mont Bersano, 1053 mètres d'altitude, en passant par Panicagliora,  à Marliana et à la plaine de Valdinievole, près de Montecatini Terme. À Panicagliora, la crête constitue une ligne de partage des eaux entre les bassins hydrographiques du torrent Nievole, au sud, et du torrent Pescia, au nord.
Cette position à cheval sur deux versants opposés et assez raides fait de la ville une sorte de terrasse naturelle d'où l'on peut profiter d'une vue à 360 degrés, qui s'étend : au sud, de Montalbano et des marais de Fucecchio jusqu'à la plaine de la Grande Valdinievole; au nord, depuis la vallée du torrent Pescia jusqu'aux villages de Valleriana. Aux beaux jours, vous pourrez également apercevoir au loin les plus hauts sommets de la haute crête des Apennins qui forme la frontière entre la Toscane et l'Émilie; on peut également voir partiellement les plaines de l'Ombrone Pistoiese, la Lucchesia, le bas Valdarno et le Mont Amiata. Panicagliora est reliée à Pistoia, Montecatini Terme, Pescia et San Marcello Pistoiese. De Panicagliora partent de nombreux sentiers de randonnée, parmi les châtaigneraies, y compris les plus hautes, dans les directions les plus disparates : Avaglio et Casore del Monte, Femminamorta et Prunetta, Marliana.

## Histoire
Le territoire montagneux compris entre les actuelles provinces de Pistoia et Modène était peuplé depuis la Préhistoire par une ancienne population préindo-européenne, les Friniati Ligures, comme en témoignent les 13 toponymes encore existants dans la seule commune de Marliana. De leurs localités, seuls les toponymes des villes de Panicagliora, Avaglio, Cireglio, Piteglio, Popiglio et autres survivent jusqu'à nos jours, tous avec le suffixe « gl ». Ce territoire était traversé, depuis l'Antiquité, par des routes qui, depuis la vallée du Pô et les cols de la crête des Apennins, menaient, à travers les montagnes de Pistoia, vers la plaine de Nievole, en Étrurie. Une fois les guerres puniques terminées, l'historien Tite-Live raconte que le consul romain Gaius Flaminius, à la tête d'une armée, en 187 av. J.-C., pour libérer définitivement les cols des Apennins, devenus importants pour consolider les conquêtes vers le Nord, vainquit les Ligures Phryniens, et il se dirigea au-delà des pentes du mont Auginum, c'est-à-dire au-delà de l'actuel mont Cimone qui domine le Frignano. La romanisation du territoire est également attestée par les toponymes de certaines localités de la zone : Marliana dérive peut-être de Marilius; Momigno de Maminius. Ces noms de personnes nous amènent à déduire qu'il existait des parcelles de terrain attribuées aux soldats pour les récompenser de la colonisation de nouvelles terres ou de leur participation à des événements de guerre. Après l'invasion de Lucques par les Lombards, au VIe siècle apr. J.-C., le territoire se trouva juste derrière la ligne de défense établie par les Byzantins pour faire face à l'avancée des ennemis vers l'Est, le long d'un axe nord-sud qui partait de la montagne Pesciatina et depuis l'église paroissiale de Saint Andrea di Furfalo, appelée la Pievaccia, juste en dessous de la ville de Panicagliora, elle s'étendait jusqu'à Montalbano. Par la suite, les Lombards prirent le dessus et occupèrent Pistoia et ses montagnes, y compris la région de Panicagliora. Après une période de paix à l'époque carolingienne, des disputes et des affrontements acharnés commencèrent à l'époque municipale lorsque tout le territoire marlien, y compris Panicagliora, devint l'avant-poste de Pistoia vers les territoires de Lucques. S'ensuit une période relativement calme, au cours de laquelle de plus en plus de nouvelles terres sont arrachées à la forêt pour être utilisées à des fins agricoles afin de faire face à l'augmentation continue de la population. Au début du XIVe siècle, Marliana et d'autres châteaux très proches de Panicagliora furent incendiés et occupés par des soldats sous le commandement du chef gibelin de Lucques Castruccio Castracani degli Antelminelli . À sa mort subite, le territoire resta sous le contrôle de la municipalité de Lucques. En 1348, la population de Panicagliora fut durement touchée par l'épidémie de peste noire et en 1400, de nombreux habitants des montagnes de la région moururent à nouveau à cause de l'épidémie de peste bubonique ; sept famines qui se sont propagées au cours du XIVe siècle ont également contribué à accroître le deuil. Une fois surmontée la crise démographique qui a duré une partie du XVe siècle, due aux épidémies et aux famines susmentionnées, la population a recommencé à croître et a continué jusqu'au XIXe siècle, où elle a commencé à diminuer en raison du dépeuplement des montagnes et de l'émigration.

## Économie
Au cours des siècles passés, l'économie de Panicagliora reposait sur l'agriculture, l'élevage, la châtaigne et la sylviculture. Compte tenu de la faible fertilité des sols de montagne, très structurés, sableux, parfois composés de galestro, avec une couche cultivable limitée, la production agricole était autrefois représentée par un peu de blé ou de seigle, des pommes de terre et des plantes fourragères. À cela s'ajoutaient les châtaignes, à partir desquelles on obtenait de la farine sucrée pour faire du neccio, du castagnaccio et de la  polenta douce. Ces aliments contribuaient de manière significative à l'alimentation des montagnards, à tel point que l'existence de l'économie de la châtaigne a parfois été évoquée. Ensuite, il y avait les produits de l'élevage, en particulier du mouton, à partir desquels on obtenait de la viande, du pecorino, de la ricotta et, dans une moindre mesure, de la laine; enfin, le bétail de basse-cour a été ajouté. Mais les produits de la forêt ont également apporté une belle contribution : bois de chauffage et fagots, bois de travail, poteaux de châtaignier ; une partie du bois était transformée en houille tendre : en effet, les fours à charbon de bois fumaient dans toute la montagne à chaque saison. Les charbonniers locaux se rendaient souvent dans le Sud mais aussi en France, en Sardaigne et en Corse pour produire du charbon de bois. Les champignons, les arbres fruitiers et les petits fruits ont apporté une contribution d'une certaine importance. Cependant, ces ressources ont perdu une grande partie de l’importance qu’elles avaient dans le passé. Au cours des dernières décennies, Panicagliora, comme toutes les villes de montagne italiennes, a été frappée par le phénomène de dépeuplement des montagnes et par le vieillissement de la population résidente. Une partie de sa population a émigré à l'étranger au début du siècle. Au cours du XXe siècle, les larges panoramas, le climat doux et sec, les paysages et la cuisine traditionnelle des restaurants locaux ont favorisé le tourisme d'été qui représente aujourd'hui l'une des principales ressources économiques qui ont en partie contribué à ralentir l'exode des les montagnards vers les villes de la plaine.